# Roberto Ferrari (esgrimidor)
Roberto Ferrari (Roma, 2 de agosto de 1923-Roma, 11 de octubre de 1996) fue un deportista italiano que compitió en esgrima, especialista en las modalidades de florete y sable.
Participó en tres Juegos Olímpicos de Verano entre los años 1952 y 1960, obteniendo dos medallas, plata en Helsinki 1952 y bronce en Roma 1960. Ganó seis medallas en el Campeonato Mundial de Esgrima entre los años 1950 y 1955.

## Palmarés internacional
| Juegos Olímpicos   | Juegos Olímpicos        | Juegos Olímpicos  | Juegos Olímpicos    |
| Año                | Lugar                   | Medalla           | Prueba              |
| ------------------ | ----------------------- | ----------------- | ------------------- |
| 1952               | Helsinki (Finlandia)    | Medalla de plata  | Sable por equipos   |
| 1960               | Roma (Italia)           | Medalla de bronce | Sable por equipos   |
| Campeonato Mundial |                         |                   |                     |
| Año                | Lugar                   | Medalla           | Prueba              |
| 1950               | Montecarlo (Mónaco)     | Medalla de oro    | Sable por equipos   |
| 1951               | Estocolmo (Suecia)      | Medalla de plata  | Sable por equipos   |
| 1953               | Bruselas (Bélgica)      | Medalla de plata  | Florete por equipos |
| 1953               | Bruselas (Bélgica)      | Medalla de plata  | Sable por equipos   |
| 1954               | Luxemburgo (Luxemburgo) | Medalla de oro    | Florete por equipos |
| 1955               | Roma (Italia)           | Medalla de plata  | Sable por equipos   |